# AM (àlbum dels Arctic Monkeys)
AM és el cinquè àlbum d'estudi de la banda d'indie rock britànica Arctic Monkeys. Fou produït per James Ford i coproduït per Ross Orton. AM va ser enregistrat a Sage & Sound Recording a Los Angeles i Rancho De La Luna a Joshua Tree i publicat el setembre de 2013 baix la discogràfica Domino. Se n'han publicat sis senzills – abans de la publicació de l'àlbum: «R U Mine?», «Do I Wanna Know?» i «Why'd You Only Call Me When You're High?»; després de la publicació de l'àlbum: «One for the Road», «Arabella» i «Snap Out of It». Compta amb la col·laboració de Josh Homme, Bill Ryder-Jones i Pete Thomas.
L'àlbum va ser molt ben rebut per fans i crítics musicals i moltes publicacions l'allistaren com un dels millors àlbums del 2013. El van nominar al Premi Mercury com a millor àlbum, va rebre la distinció de Millor Àlbum del 2013 per part de NME i la mateixa revista el va classificar com el 449è a la llista dels 500 Millors Àlbums de Tots els Temps. Comercialment, AM ha resultat un dels àlbums més exitosos dels Arctic Monkeys, assolint posicions molt altes a molts països. Al Regne Unit, els Arctic Monkeys van trencar un rècord amb la publicació d'AM, ja que van esdevenir el primer grup de discogràfica independent que va debutar els seus cinc primers àlbums a la primera posició en aquest país.

## Llistat de cançons
Totes les cançons foren escrites i compostes per Alex Turner, excepte on s'indiqui el contrari. 
| Núm.          | Títol                                      | Escriptors                 | Durada |
| ------------- | ------------------------------------------ | -------------------------- | ------ |
| 1.            | «Do I Wanna Know?»                         |                            | 4:32   |
| 2.            | «R U Mine?»                                |                            | 3:20   |
| 3.            | «One for the Road»                         |                            | 3:26   |
| 4.            | «\|Arabella»                               |                            | 3:27   |
| 5.            | «I Want It All»                            |                            | 3:04   |
| 6.            | «No. 1 Party Anthem»                       |                            | 4:03   |
| 7.            | «Mad Sounds»                               | Turner, Alan Smyth         | 3:35   |
| 8.            | «Fireside»                                 |                            | 3:01   |
| 9.            | «Why'd You Only Call Me When You're High?» |                            | 2:42   |
| 10.           | «Snap Out of It»                           |                            | 3:12   |
| 11.           | «Knee Socks»                               |                            | 4:17   |
| 12.           | «I Wanna Be Yours»                         | Turner, John Cooper Clarke | 3:04   |
| Durada total: | Durada total:                              | Durada total:              | 41:43  |

| 13.           | «2013» (Pista amagada; comença al cap d'aproximadament 1 minut de silenci) | 2:28  |
| Durada total: | Durada total:                                                              | 45:18 |

| 13. | «Do I Wanna Know?» (Directe de l'iTunes Festival) | 4:27 |
| 14. | «Fireside» (Directe de l'iTunes Festival)         | 2:59 |
| 15. | «Arabella» (Directe de l'iTunes Festival)         | 3:27 |
| 16. | «One for the Road» (Directe de l'iTunes Festival) | 3:28 |
| 17. | «R U Mine?» (Directe de l'iTunes Festival)        | 3:23 |

### Deluxe LP edition – vinil de 7" exclusiu
| 1. | «2013» | 2:26 |

| 1. | «Stop the World I Wanna Get Off with You» | 3:56 |

## Personal
| Arctic Monkeys - Alex Turner – primera i segona veus, primera guitarra i guitarra rítmica, pandereta, guitarra de dotze cordes (pista 1), caixa de ritmes (pista 12), disseny - Jamie Cook – primera guitarra i guitarra rítmica - Nick O'Malley – baix, segona veu, guitarra barítona (pistes 3 i 9) - Matt Helders – bateria, percussió, segona veu Músics addicionals - James Ford - teclats (pistes 3, 6-12), pandereta - Josh Homme – segona veu (pistes 3 i 11) - Bill Ryder-Jones – primera guitarra (pista 8) - Pete Thomas – percussió (pista 7) | Producció - James Ford – producció (excepte pista 2) - Ross Orton – coproducció (excepte pistes 1, 2 i 7), producció (pistes 1 i 2), enginyeria (pista 2) - Ian Shea – enginyeria - Tchad Blake – mescles - Brian Lucey – masterització Personal addicional - Matthew Cooper – disseny - Zachery Michael – fotografia |